# Список парусных корветов Российского императорского флота

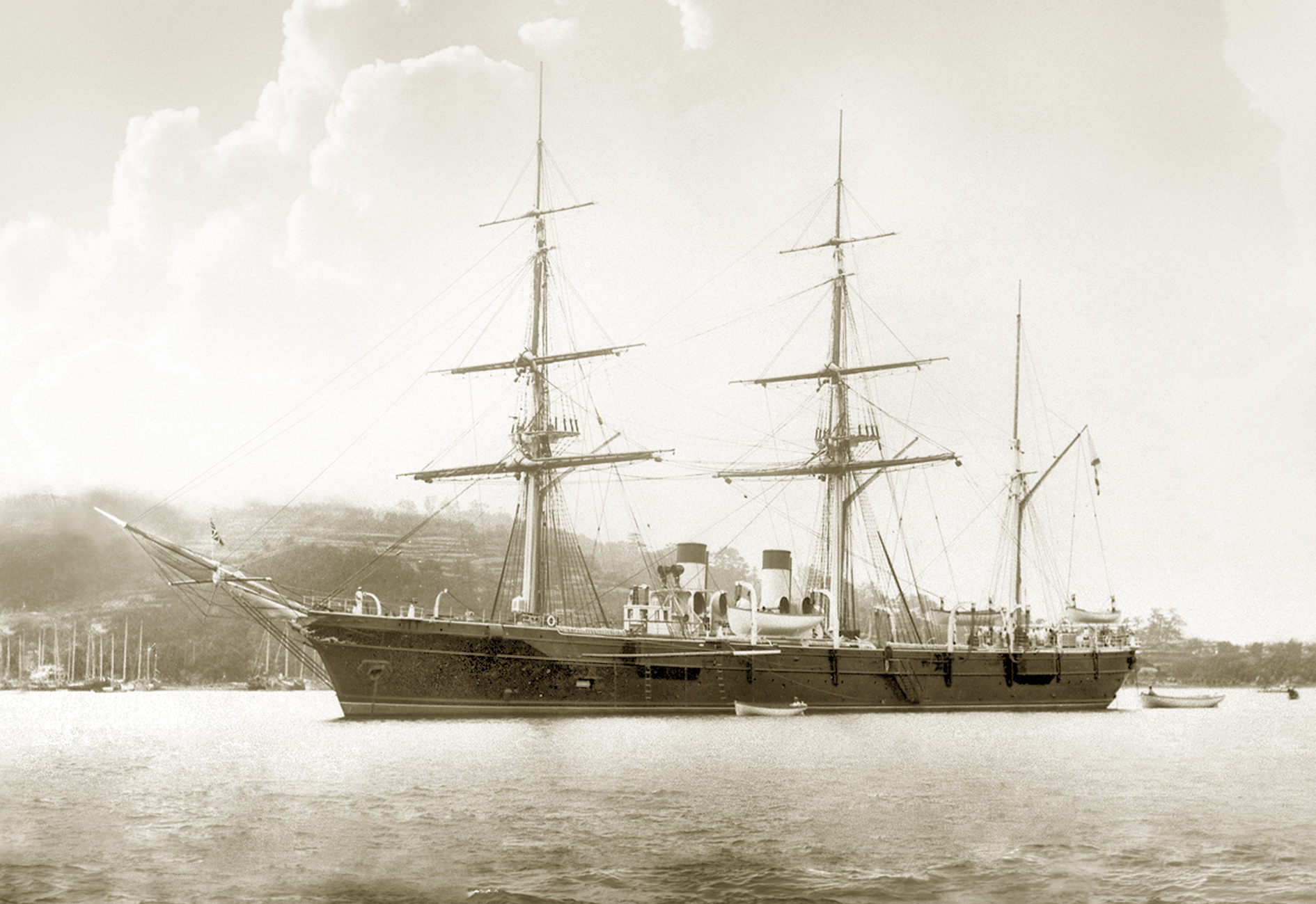
Корвет «Витязь» на Дальнем Востоке

В список включены все парусные и парусно-винтовые корветы, состоявшие на вооружении Российского императорского флота, а также колёсный пароходо-корвет Сибирской флотилии.
Парусные корветы представляли собой трёхмачтовые суда с полным парусным вооружением, обладали хорошей скоростью и маневренностью. По своим размерам и вооружению занимали промежуточное положение между фрегатами и бригами, могли нести до 30 орудий на открытой батарее. Корветы предназначались для крейсерских операций, разведывательной и посыльной службы. Принимали участие в дальних, в том числе кругосветных плаваниях. В составе Российского императорского флота суда данного класса появились в конце XVIII — начале XIX веков. До середины XIX века строились парусные корветы, после окончания Крымской войны им на смену пришли парусно-винтовые корветы, ставшие основой лёгких крейсерских сил русского флота и впоследствии перешедшие в класс крейсеров.

## Легенда
Список судов разбит на разделы по флотам и флотилиям, внутри разделов суда представлены в порядке очерёдности включения их в состав флота, в рамках одного года — по алфавиту. Ссылки на источники информации для каждой строки таблиц списка и комментариев, приведённых к соответствующим строкам, сгруппированы и располагаются в столбце Примечания.
- Размер — длина и ширина судна в метрах.
- Осадка — осадка судна (глубина погружения в воду) в метрах.
- Экипаж — количество членов экипажа.
- Верфь — верфь постройки судна.
- Корабельный мастер — фамилия мастера, построившего судно.
- История службы — основные места и события.
- н/д — нет данных.
- н/у — не устанавливалась.

Сортировка может проводиться по любому из выбранных столбцов таблиц, кроме столбцов История службы и Примечания.

## Корветы Балтийского флота
В разделе приведены все корветы, входившие в состав Балтийского флота России.
| Название         | Ор. | Вод.    | Размер      | Осадка | Маш.    | Эк. | Верфь                      | Мастер                     | Вх.       | Вых.           | История службы | Прим.                |
| ---------------- | --- | ------- | ----------- | ------ | ------- | --- | -------------------------- | -------------------------- | --------- | -------------- | --- | -------------------- |
| Ловкий           | 12  | н/д     | 23,2 x 6,3  | 1,9    | н/у     | н/д | н/д                        | н/д                        | 1789 год  | 1812 год       | Состоял при гребном флоте. С 1798 по 1812 год нёс брандвахтенную службу в Роченсальме и Фридрихсгаме. Разобран в Роченсальме. | [ 3 ] [ 4 ] [ 5 ]    |
| Альциное         | 18  | н/д     | н/д         | н/д    | н/у     | н/д | Приобретены в Которе.      | Приобретены в Которе.      | 1805 год  | 1809 год       | Принимал участие в войне с Францией 1804—1807 годов. C февраля 1806 года находился в составе эскадры вице-адмирала Д. Н. Сенявина в Корфу, непосредственного участия в боевых операциях эскадры не принимал, использовался в качестве транспортного судна. В 1808 году после ухода эскадр Д. Н. Сенявина и И. О. Салтанова в Россию был оставлен в Корфу, а в 1809 году — продан французскому правительству. | [ 6 ] [ 7 ] [ 8 ]    |
| Версона          | 22  | н/д     | н/д         | н/д    | н/у     | н/д | Приобретены в Которе.      | Приобретены в Которе.      | 1805 год  | 1809 год       | Принимал участие в войне с Францией 1804—1807 годов. C февраля 1806 года находился в составе эскадры вице-адмирала Д. Н. Сенявина в Корфу, непосредственного участия в боевых операциях эскадры не принимал, использовался в качестве транспортного судна. В 1808 году после ухода эскадр Д. Н. Сенявина и И. О. Салтанова в Россию был оставлен в Корфу, а в 1809 году — продан французскому правительству. | [ 9 ] [ 10 ] [ 11 ]  |
| Дерзкий          | 28  | н/д     | 26,2 x 7,6  | 3,1    | н/у     | н/д | Приобретены в Которе.      | Приобретены в Которе.      | 1805 год  | 1809 год       | Принимал участие в войне с Францией 1804—1807 годов. C февраля 1806 года находился в составе эскадры вице-адмирала Д. Н. Сенявина в Корфу, участвовал в крейсерских плаваниях, высадках десантов, блокаде Рагузы и Далмации, бомбардировках французских войск у местечек Полица и Сполатро, бомбардировке Макарски и защите Кастельново от французских войск. После заключения Тильзитского мира ушёл в Корфу. После известия о начале Англо-русской войны перешёл из Корфу в Триест, а январе 1808 года — в Венецию, где в сентябре 1809 года продан французскому правительству. | [ 5 ] [ 10 ] [ 11 ]  |
| Флора            | 22  | н/д     | 35,2 x 8,8  | 4,2    | н/у     | н/д | Главное адмиралтейство     | Г. С. Исаков               | 1806 год  | 1807 год       | Принимал участие в войне с Францией 1804—1807 годов. Попав 26 января (7 февраля) 1807 года сильный шторм в районе Корфу, потерял бушприт, фок-мачту, грот-стеньгу и был вынужден стать на якорь у берегов Албании. На следующий день, после того как стих ветер, корвет снялся с якоря и пошёл назад в Корфу, но вновь поднявшимся ветром был выброшен на мель и затонул. Экипаж переправился на берег на шлюпках и был взят в плен турецкими войсками. | [ 3 ] [ 5 ] [ 12 ]   |
| Мельпомена       | 22  | н/д     | 35,2 x 8,8  | 4,2    | н/у     | н/д | Главное адмиралтейство     | Г. С. Исаков               | 1806 год  | 1823 год       | Принимал участие в Англо-русской войне, Отечественной войне 1812 года и войне с Францией 1813—1814 годов, совершал крейсерские плавания и осуществлял конвоирование транспортных судов. С 1814 по 1816 год выходил в практические плавания в Финский залив. Разобран в Кронштадте. | [ 3 ] [ 5 ] [ 13 ]   |
| Помона           | 22  | н/д     | 35,2 x 8,8  | 4,2    | н/у     | н/д | Главное адмиралтейство     | Г. С. Исаков               | 1806 год  | 1823 год       | Принимал участие в Англо-русской войне, Отечественной войне 1812 года и войне с Францией 1813—1814 годов, совершал крейсерские плавания и принимал участие в блокаде Данцига. В 1811 году нёс брандвахтенную службу в Свеаборге. С 1814 по 1820 год выходил в практические плавания в Балтийское море и Финский залив. | [ 3 ] [ 5 ] [ 12 ]   |
| Гермион          | 22  | н/д     | 35,1 x 9,1  | 4,3    | н/у     | н/д | Кронштадтская верфь        | И. П. Амосов               | 1806 год  | 1817 год       | В 1806 и 1807 годах выходил в практические плавания в Балтийское море. Принимал участие в Англо-русской войне, Отечественной войне 1812 года и войне с Францией 1813—1814 годов, совершал крейсерские плавания и осуществлял конвоирование транспортных судов. В 1810 и 1811 годах выходил в практические плавания в Финский залив. Разобран в Кронштадте. | [ 3 ] [ 5 ] [ 12 ]   |
| Шарлотта         | 16  | н/д     | 26,4 x 7,9  | 3,4    | н/у     | н/д | Приобретён во Франции.     | Приобретён во Франции.     | 1807 год  | 1817 год       | Принимал участие в участие в англо-русской войне, в том числе в крейсерских плаваниях и боевых действиях против флотов Англии и Швеции в Балтийском море в 1808 и 1809 годах. В 1810 и 1811 годах выходил в крейсерские плавания в Финский и Ботнический заливы. Принимал участие в участие в Отечественной войне 1812 года, использовался для крейсерских плаваний, а также участвовал в блокаде Данцига. Разобран в Кронштадте. | [ 3 ] [ 7 ] [ 10 ]   |
| Гремящий         | 24  | н/д     | н/д         | н/д    | н/у     | н/д | Охтенская верфь            | В. Ф. Стокке, А. А. Попов  | 1822 год  | 1830 год       | 7 (19) ноября 1824 года был сорван с якоря и выброшен мель во время шторма и наводнения в Военной гавани Кронштадта. В декабре был снят с мели. С октября 1826 года по май 1827 года подвергся тимберовке в Кронштадте. Принимал участие в Архипелагской экспедиции 1827 года, в том числе в Императорском смотре эскадры 2 (14) июля 1827 года, крейсерстве у входа в Наваринскую бухту и блокаде выход из бухты во время сражения, а также в блокаде пролива Дарданеллы. С октября по ноябрь 1828 года выходил в крейсерство в Средиземное море. В 1829 году корвет вернулся в Кронштадт, где был разобран. | [ 3 ] [ 5 ] [ 14 ]   |
| Наварин          | 20  | н/д     | 39 x 9,8    | 3      | н/у     | 160 | Захвачен у крепости Модон. | Захвачен у крепости Модон. | 1828 год  | 1854 год       | Принимал участие в русско-турецкой войне 1828—1829 годов, в том числе в крейсерских плаваниях в Архипелаге, блокаде пролива Дарданеллы. С 1830 по 1843 год и в 1851 и 1852 годах выходил в практические плавания в Финский залив и Балтийское море. 3 (15) июля 1836 года принимал участие в церемонии встречи Балтийским флотом ботика Петра I на Кронштадтском рейде. В 1844 году выходил в практическое плавание в Северное море. С 1848 по 1850 год участвовал в экспедиции Балтийского флота в воды Дании. В конце лета 1853 года вышел из Кронштадта на Дальний Восток для крейсерских плаваний в Охотском море. По пути дважды попадал в сильные шторма, ремонтировался в Христианзанде и Портсмуте. После второго ремонта вышел в Атлантический океан, однако из-за крепкого противного ветра был вынужден повернуть назад и 21 декабря 1853 (2 января 1854) года пришёл в голландский порт Флиссинген, где в силу «неблагонадежности к дальнему плаванию» в 1854 году корвет был продан. | [ 15 ] [ 16 ] [ 17 ] |
| Львица           | 26  | н/д     | 39,6 x 9,6  | 3,2    | н/у     | н/д | Захвачен у острова Кандия. | Захвачен у острова Кандия. | 1829 год  | 1854—1855 годы | В 1829 году ремонтировался в Тулоне. В мае 1830 году был отправлен к Кандии для предотвращения возможных столкновений между турками и греками, после чего ушёл в Кронштадт. В 1831 году сопровождал по пути в Плимут линейный корабль «Кульм», с великой княгиней Еленой Павловной на борту. В 1832—1834, 1836—1838, 1840—1842, 1844, 1845, 1847 и 1848 годах выходил в практические плавания в Финский залив и Балтийское море. В июле 1835 года принимал участие в переброске отряда Гвардейского корпуса из Кронштадта в Данциг, а в сентябре обратно в Кронштадт. В 1844 году получил повреждения, сев в финских шхерах на камни, затонул при килевании в Або. В 1845 году был поднят и в 1846—1847 годах подвергся тимберовке в Кронштадте. C 1848 года находился в Кронштадтском порту. | [ 15 ] [ 18 ] [ 19 ] |
| Князь Варшавский | 30  | н/д     | 50,3 x 13,2 | 6,3    | н/у     | 380 | Приобретён в Филадельфии.  | Приобретён в Филадельфии.  | 1830 году | 1863 год       | В 1832 году совершил плавание в Росток, после чего крейсировал у острова Борнхольм в составе отряда. В 1833, 1837, 1850, 1851 и 1852 годах выходил в практические плавания в Балтийское море. В июле 1835 года принимал участие в перевозке отряда Гвардейского корпуса из Кронштадта в Данциг, а в сентябре того же года обратно в Кронштадт. В 1836 году, с 1838 по 1842 годы, а также в 1845 и 1846 годах принимал участие в плаваниях для морской практики великого князя Константина Николаевича. В июне 1844 года совершил плавание из Кронштадта к берегам Дании. 3 (15) июля 1853 года принимал участие в Высочайшем смотре флота на Кронштадтском рейде, а 15 июля — в маневрах. В августе и сентябре 1853 года выходил в крейсерское плавание в Балтийском море. Принимал участие в Крымской войне, в 1854 и 1855 годах отряда занимал позицию на Северном фарватере для защиты острова Котлин в составе блокшивного отряда. С 1856 года находился в Кронштадте, при этом в 1856 году принимал участие в Высочайшем смотре, в 1857 и 1858 году нёс брандвахтенную службу на рейде, после чего находился в порту, где и был затоплен. | [ 3 ] [ 18 ] [ 20 ]  |
| Боярин           | 11  | 885/903 | 48 x 9,73   | 4,2    | 160/200 | н/д | Охтенская верфь            | Иващенко                   | 1856 год  | 1901—1902 годы | В 1865—1866 годах подвергся тимберовке в Кронштадте. В 1880 году переведён из паровых судов в парусные и переквалифицирован в учебное судно. 24 ноября (6 декабря) 1891 года сдан к порту в Кронштадте, а в 1893 году переоборудован в блокшив № 4. В 1901—1902 годах блокшив продан на слом. | [ 3 ] [ 21 ]         |
| Новик            | 11  | 885     | 49,8 x 9,73 | н/д    | 200     | н/д | Охтенская верфь            | Иващенко                   | 1856 год  | 1863 год       | Принимал участие в исследованиях побережья и островов Тихого океана. В 1859 году участвовал в визите дипломатической миссии в Эдо. 14 (26) сентября 1863 на подходах к Сан-Франциско у мыса де-Лос-Рейес в тумане сел на камни и был разбит волнами. | [ 21 ] [ 22 ] [ 23 ] |
| Медведь          | 11  | 885     | 49,8 x 9,73 | н/д    | 200     | н/д | Охтенская верфь            | Карповский                 | 1856 год  | н/д            | В 1862 году отчислен к порту. Начиная с 1963 года нёс брандвахтенную службу в Кронштадте. | [ 21 ] [ 22 ]        |
| Посадник         | 11  | 885     | 49,8 x 9,73 | н/д    | 200     | н/д | Охтенская верфь            | Иващенко                   | 1856 год  | 1871 год       | С 1858 года нёс службу в составе в эскадры Средиземного моря. В 1864 году подвергся тимберовке в Кронштадте. В 1871 году был исключен из списков судов флота и продан на слом. | [ 21 ] [ 22 ]        |
| Гридень          | 11  | 885     | 49,8 x 9,73 | н/д    | 160/200 | н/д | Охтенская верфь            | Иващенко                   | 1856 год  | 1883 год       | В 1874 году подвергся капитальному ремонту, в 1862—1864 годах заменена паровая машина. В 1883 году исключен из списков судов флота и передан Кронштадтскому порту. | [ 22 ] [ 24 ]        |
| Воевода          | 11  | 885     | 49,8 x 9,73 | н/д    | 200     | н/д | Охтенская верфь            | Иващенко                   | 1856 год  | 1887 год       | Принимал участие в исследованиях побережья и островов Тихого океана. В 1859 году участвовал в визите дипломатической миссии в Эдо. В 1865—1866 годах подвергся тимберовке в Кронштадте. В 1871 году совершил плавание в Нью-Йорк. В 1887 году исключен из списков судов флота. | [ 22 ] [ 24 ] [ 25 ] |
| Вол              | 11  | 885     | 49,8 x 9,73 | н/д    | 200     | н/д | Охтенская верфь            | Карповский                 | 1856 год  | 1889 год       | В 1866 году отчислен к порту в Кронштадте и переоборудован в плавказарму. В 1889 году — исключен из списков судов флота и продан на слом. | [ 22 ] [ 24 ]        |
| Рында            | 11  | 885     | 49,8 x 9,73 | н/д    | 200     | н/д | Охтенская верфь            | Иващенко                   | 1856 год  | 1871 год       | В 1861 году подвергся капитальному ремонту в Кронштадте. В 1871 году исключен из списков судов флота и продан на слом. | [ 22 ] [ 24 ]        |
| Баян             | 16  | 1969    | 65,95 x 11  | 5,5    | 300     | н/д | Построен в Бордо           | Построен в Бордо           | 1857 год  | 1899 год       | 1858 года нёс службу в составе в эскадры Средиземного моря. В 1873 году подвергся тимберовке в Кронштадте. С 1892 года переквалифицирован в учебное судно. В 1876 году принимал участие во Второй Американской экспедиции. В 1892 году переквалифицирован в учебное судно, в 1893 году сдан Кронштадтскому порту, а в 1899 году — исключен из списков судов флота. | [ 22 ] [ 24 ] [ 26 ] |
| Калевала         | 15  | 1290    | 50,6 x 11,9 | 4,7    | 250     | н/д | Построен в Або             | Юргенсон                   | 1858 год  | 1872 год       | В 1860 году ушёл из Кронштадта на Дальний Восток, совершал плавания в Тихим океане. В 1865 году вернулся в Балтийское море. В 1872 году исключен из списков судов флота и сдан порту. | [ 22 ] [ 27 ] [ 28 ] |
| Богатырь         | 17  | 2155    | 67,6 x 12,1 | 5,8    | 360     | н/д | Новое Адмиралтейство       | Коршиков                   | 1860 год  | 1888 год       | В 1870 году подвергся тимберовке. В 1887 году сдан к порту в Кронштадте и переоборудован в блокшив № 7, а 1888 году исключен из списков судов флота. | [ 22 ] [ 27 ]        |
| Витязь           | 17  | 2156    | 66,3 x 12   | 5,3    | 160     | н/д | Бьернеборгская верфь       | н/д                        | 1862 год  | 1895 год       | В 1863—1864 годах в принимал участие в экспедиции к берегам Северной Америки. В 1864 году находился в Средиземном море. В 1870—1874 и 1883—1885 годах совершил 2 кругосветных плавания. В 1874 и 1881 годах подвергался капитальному ремонту в Кронштадте. С 1892 года переклассифицирован в учебное судно. 1894 году сдан к порту в Кронштадте, а в 1895 году — исключен из списков судов флота. | [ 27 ] [ 29 ] [ 30 ] |
| Варяг            | 17  | 2156    | 68 x 15,54  | 5,5    | 360     | н/д | Улеабогская частная верфь  | н/д                        | 1862 год  | 1886 год       | В 1876 году подвергся капитальному ремонту. В 1885 году сдан к порту в Кронштадте, а в 1886 году исключен из списков судов флота и продан на слом. | [ 31 ]               |
| Аскольд          | 17  | 2217    | 66,3 x 12,1 | 5,3    | 360     | 340 | Охтенская верфь            | Л. Г. Шведе                | 1862 год  | 1893 год       | Совершал плавания в Тихом океане. С 1867 года находился в составе эскадры Средиземного моря. В 1871—1872 годах подвергся тимберовке в Кронштадте, при этом на судно были установлены новые котлы. В 1876 году принимал участие во Второй экспедиции русского флота к берегам Северной Америки. В 1880—1881 годах вновь входил в состав эскадры Средиземного моря. В 1891 году сдан к порту в Кронштадте, а 1893 году исключен из списков судов флота и переоборудован в блокшив № 10. | [ 32 ] [ 33 ] [ 34 ] |
| Витязь           | 24  | 3210    | 89 x 13,7   | 4,9    | 2750    | н/д | Завод на Галерном Островке | н/д                        | 1884 год  | 1893 год       | Принимал участие в кругосветном путешествии 1886—1889 годов. Осенью 1891 года вновь ушел на Дальний Восток, в следующем году переклассифицирован в крейсер 1-го ранга. 28 апреля (10 мая) 1893 года сел на камни у порта Лазарев, а 31 мая (12 июня) 1893 года был частично разрушен штормом. Остатки корпуса были проданы японскому купцу. | [ 35 ]               |
| Рында            | 24  | 3210    | 89 x 13,7   | 4,9    | 2750    | н/д | Франко-Русский завод       | н/д                        | 1885 год  | 1926 год       | В 1892 году переклассифицирован в крейсер 1-го ранга. В 1905 году подвергся капитальному ремонту. С 1906 года использовался как учебное, а мая 1917 года как посыльное судно. С мая 1918 года находился на хранении в Кронштадтском порту. В 1922 году подготовлен для демонтажа и реализации, однако до 1926 года продолжал оставаться в распоряжении РККФ. | [ 35 ]               |

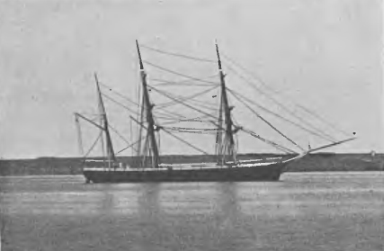
Корвет «Львица»
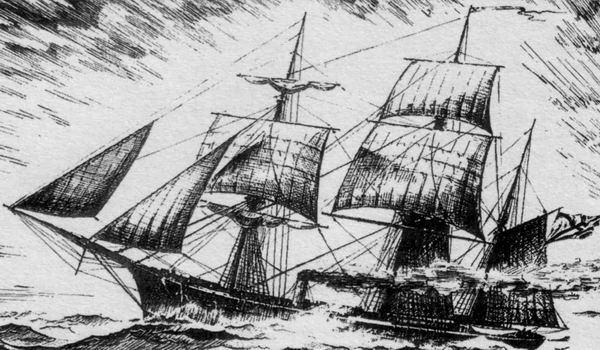
Корвет «Новик»
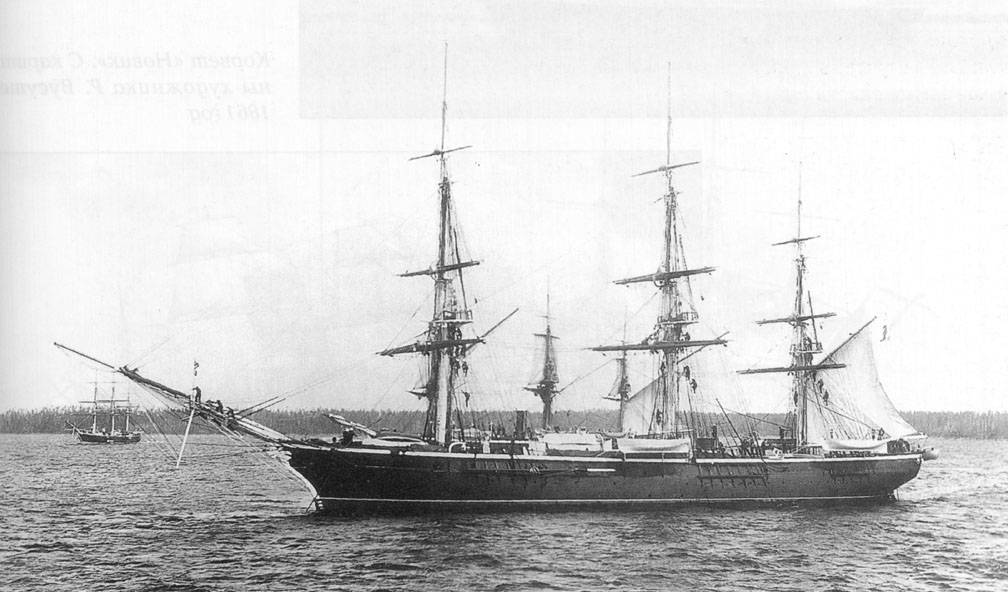
Корвет «Баян»
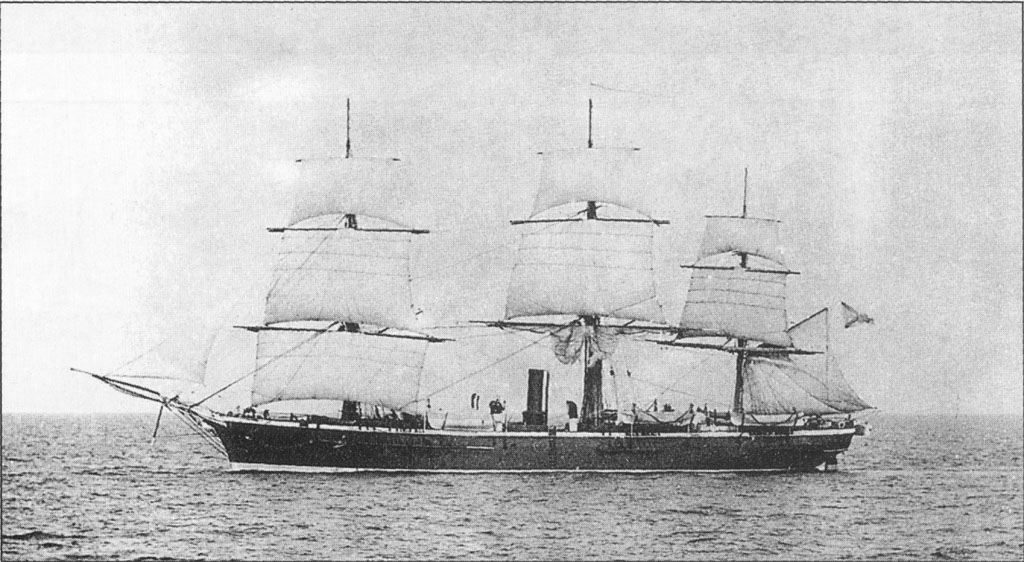
Корвет «Витязь» 1862 года постройки[C 27]
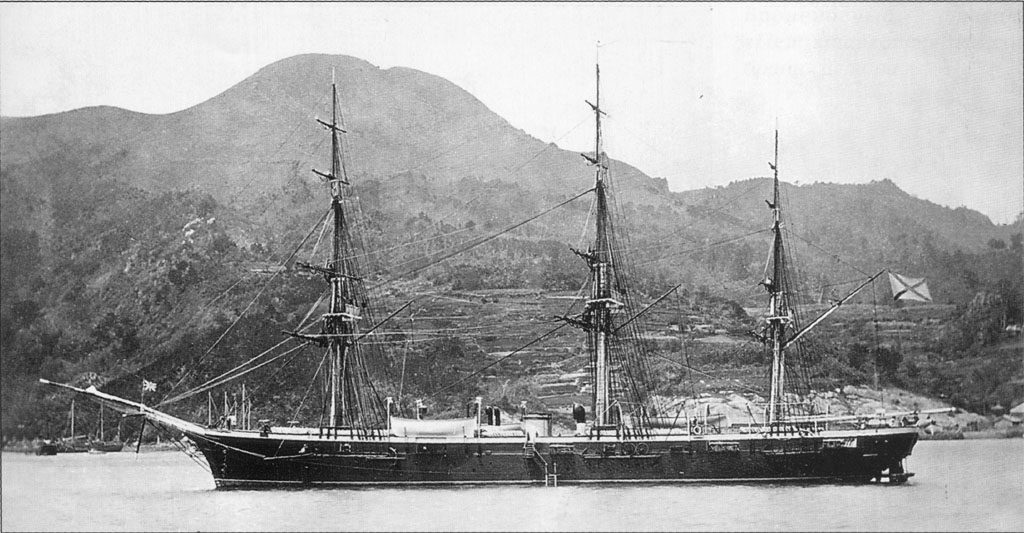
Корвет «Скобелев»[C 28]
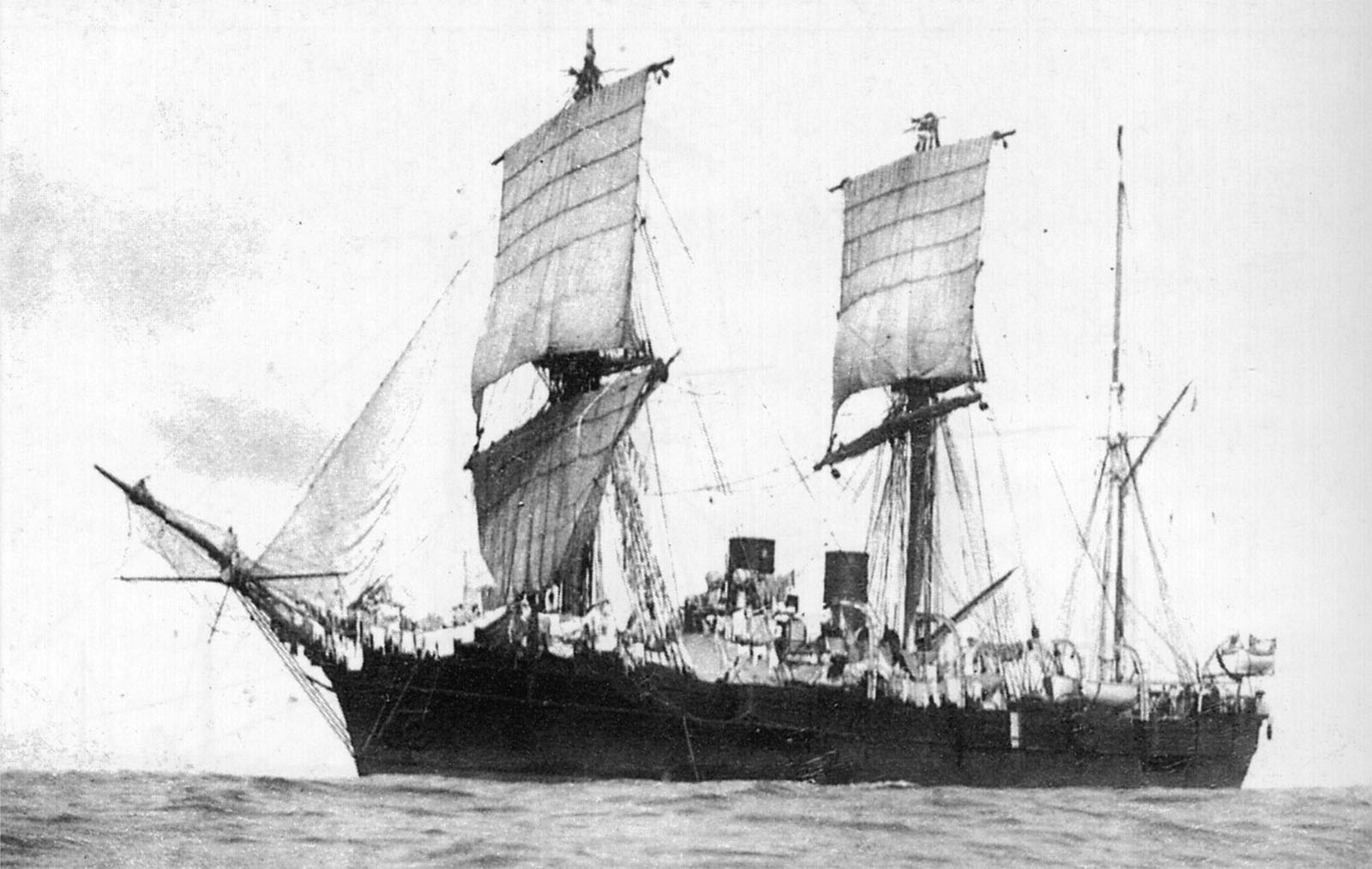
Корвет «Витязь» 1884 года постройки
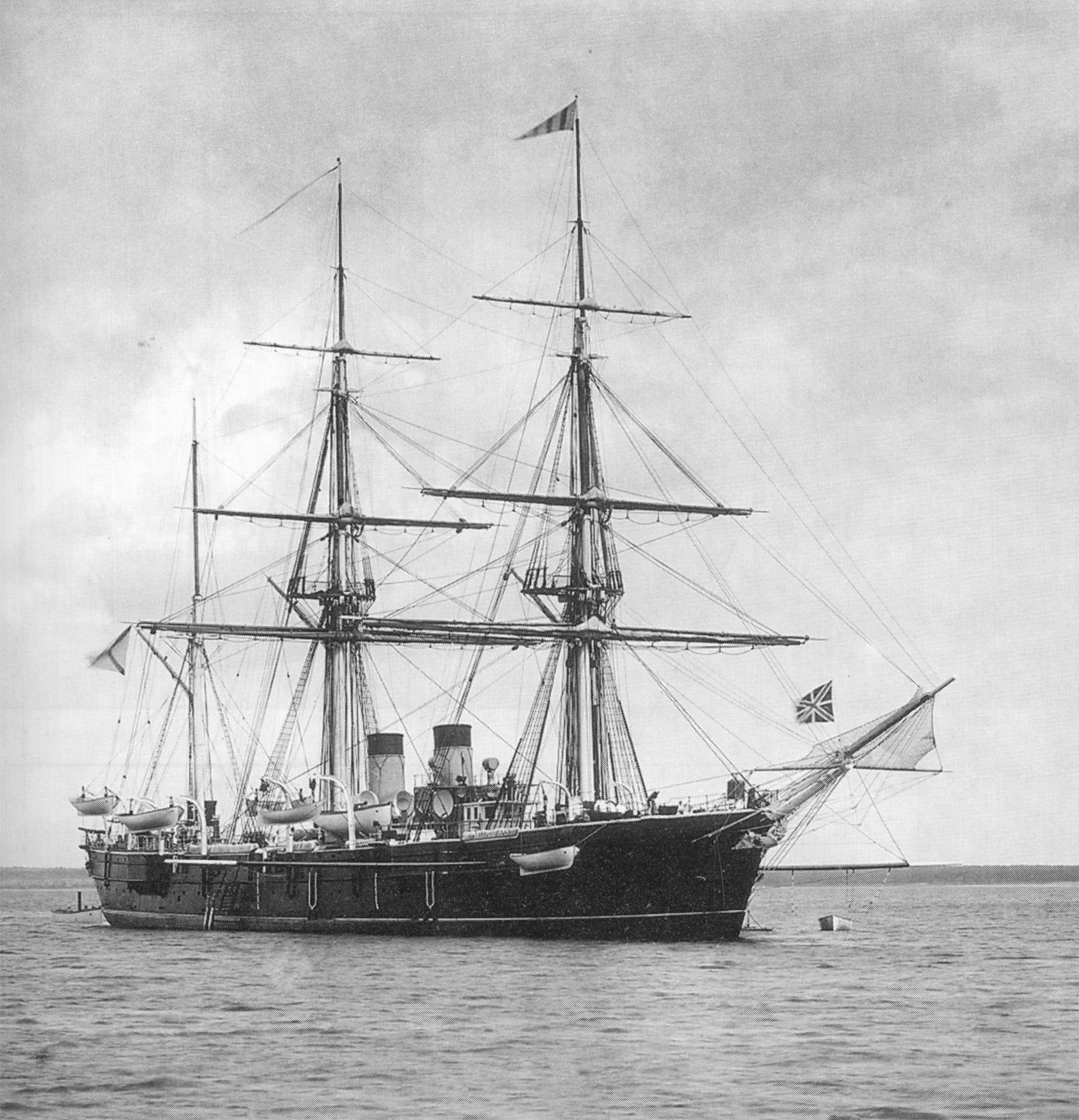
Корвет «Рында»

## Корветы Балтийского и Черноморского флотов
В разделе приведены корветы, поочерёдно входившие в состав Балтийского и Черноморского флотов России, за исключением шести судов, построенных на Охтенской верфи и переведённых в состав Черноморского флота после окончания Крымской войны.
| Название | Ор.  | Вод. | Размер      | Осадка | Маш. | Эк. | Верфь                          | Мастер          | Вх.      | Вых.     | История службы | Прим.                |
| -------- | ---- | ---- | ----------- | ------ | ---- | --- | ------------------------------ | --------------- | -------- | -------- | --- | -------------------- |
| Павел    | 18   | н/д  | н/д         | н/д    | н/у  | н/д | н/д                            | н/д             | н/д      | 1809 год | В 1805 и 1806 годах выходил в практические плавание в Чёрное море. Принимал участие в войне с Францией 1804—1807 годов, начиная с осени 1806 года находился в составе эскадры вице-адмирала Д. Н. Сенявина в Средиземном море, 1807 году использовался для защиты острова Святой Мавры. После ухода эскадр в Россию, был оставлен в Корфу, где в 1809 году продан французскому правительству. | [ 7 ] [ 11 ] [ 36 ]  |
| Оливуца  | 20   | н/д  | 39,3 x 10,9 | 5      | н/у  | н/д | Севастопольское адмиралтейство | А. П. Прокофьев | 1841 год | 1863 год | В 1842 году принимал участие в операциях флота у берегов Кавказа в составе отряда, в 1843 году выходил в практическое плавание. В 1844 года находился в распоряжение русского посланника в Греции, где совершал плавания к берегам Сицилии и использовался для прогулок царской семьи по Средиземному морю, во время отдыха в местечке Оливуца на Сицилии. При этом корвет был переименован в «Оливуца». В 1845 году принимал участие в заграничном плавании, проходившем с целью получения морской практики генерал-адмиралом великим князем Константином Николаевичем. С 1847 по 1849 год выходил в практические плавания в Балтийское море. В 1850 года был направлен в Тихий океан с целью защиты прав Российско-Американской компании от английских и американских браконьеров и 29 мая (10 июня) 1851 года прибыл в Петропавловский порт. В 1851 и 1852 годах был задействован на грузо-пассажирских перевозках между Петропавловским портом, Аяном, Петровским зимовьем, Охотском и Новоархангельском. В 1853—1854 годах входил в состав эскадры вице-адмирала графа Е. В. Путятина. Принимал участие в Крымской войне, нёс брандвахтенную службу в Петропавловске и участвовал в эвакуации Петропавловска в залив Де-Кастри. 3 (15) ноября 1856 года вышел в Россию и 16 (28) сентября 1857 года прибыл в Кронштадт. | [ 37 ] [ 38 ] [ 39 ] |
| Сокол    | 9/11 | 1016 | 50 x 9,9    | 4,4    | 200  | н/д | Николаевское адмиралтейство    | А. С. Акимов    | 1859 год | 1893 год | До начала 1861 года находился в распоряжении русского посланника в Константинополе, после ходил к берегам Сирии, а к концу того же года прибыл в Балтийское море. С 1863 года — вновь на Чёрном море. 27 октября (8 ноября) 1886 года выведен из боевого состава флота и сдан к порту для разоружения, демонтажа и реализации, а 31 июля (12 августа) 1893 года исключен из списков судов флота. | [ 40 ] [ 41 ]        |

## Корветы Черноморского флота
В разделе приведены все корветы, входившие в состав Черноморского флота России, включая шесть корветов, построенных на Охтенской верфи и переведённых в состав Черноморского флота после окончания Крымской войны.
| Название        | Ор.   | Вод.    | Размер      | Осадка | Маш. | Эк.     | Верфь                                                                                  | Мастер                                                                                 | Вх.            | Вых.     | История службы | Прим.                |
| --------------- | ----- | ------- | ----------- | ------ | ---- | ------- | -------------------------------------------------------------------------------------- | -------------------------------------------------------------------------------------- | -------------- | -------- | --- | -------------------- |
| Диомид          | 24    | н/д     | 42,7 x 12,2 | 4,9    | н/у  | н/д     | Херсонская верфь                                                                       | В. И. Потапов                                                                          | 1804 год       | 1809 год | Принимал участие в войне с Францией 1804—1807 годов, с 1806 года находился в составе эскадры вице-адмирала Д. Н. Сенявина в Средиземном море, с апреля и до конца года стоял в Кастельново, в начале 1807 года перешёл в Корфу. После начала Англо-русской войны ушёл в Триест, где находился до сентября 1809 года, пока не был продан французскому правительству. | [ 42 ] [ 43 ] [ 44 ] |
| Херсон          | 24    | н/д     | 36,6 x 10,4 | 3,7    | н/у  | н/д     | Херсонская верфь                                                                       | М. И. Суровцов                                                                         | 1805 год       | 1809 год | Принимал участие в войне с Францией 1804—1807 годов, с 1806 года находился в составе эскадры вице-адмирала Д. Н. Сенявина в Средиземном море, с апреля и до конца года стоял в Кастельново, в начале 1807 года перешёл в Корфу. В августе 1807 года доставил Д. Н. Сенявину рескрипт Александра I о заключении Тильзитского мира и о возвращении флота в Россию. После начала Англо-русской войны ушёл в Триест, а затем в Венецию, где находился до сентября 1809 года, пока не был продан французскому правительству. | [ 43 ] [ 44 ] [ 45 ] |
| Або             | 12    | н/д     | н/д         | н/д    | н/у  | н/д     | Николаевское адмиралтейство                                                            | Д. В. Кузнецов                                                                         | 1809 год       | 1826 год | Принимал участие в русско-турецкой войне 1806—1812 годов, в том числе в крейсерских плаваниях, бомбардировке Трапезунда и высадке десантов. C 1811 по 1813 год выходил в крейсерские плавания к берегам Крыма, а в 1814 и 1815 годах — практические плавания в Чёрное море. C 1816 по 1826 год нёс брандвахтенную службу в Одессе и Феодосии. | [ 43 ] [ 46 ] [ 47 ] |
| Крым            | 18    | н/д     | 27,7        | н/д    | н/у  | 130     | Севастопольское адмиралтейство                                                         | А. И. Мелихов                                                                          | 1810 год       | 1825 год | Принимал участие в русско-турецкой войне 1806—1812 годов, в том числе в крейсерских плаваниях, высадке десантов, бомбардировке укреплений в Геленджикской бухте, Суджук-кале и Трапезунде. C 1811 по 1813 год выходил в крейсерские плавания к берегам Мингрелии, а в 1813 году — к устью Дуная. При этом 1811 году недалеко от Батума корвет уничтожил 10 и захватил 8 турецких судов. С 1814 по 1824 год вновь выходил в плавания к берегам Мингрелии и нёс брандвахтенную службу в Сухум-Кале. 1 (13) января 1825 года попал в шторм недалеко от Редут-Кале, был сорван сорван с якоря и выброшен на берег. В результате крушения погибло 49 человек экипажа. | [ 46 ] [ 47 ] [ 48 ] |
| Шагин-Гирей     | 20    | н/д     | н/д         | н/д    | н/у  | н/д     | Захвачен отрядом русских судов под командованием капитана 1-го ранга М. Т. Быченского. | Захвачен отрядом русских судов под командованием капитана 1-го ранга М. Т. Быченского. | 1811 год       | 1825 год | Принимал участие в русско-турецкой войне 1806—1812 годов, в том числе в 1812 году вывозил войска из передаваемой Турции Анапы. В 1813 году выходил в практическое плавание в Чёрное море. В 1816 году на борту «Шагин-Гирея» совершил путешествие из Керчи в Таганрог великий князь Николай Павлович. С 1816 по 1824 год перевозил грузы между портами Чёрного моря и нёс брандвахтенную службу в Одессе. | [ 49 ] [ 50 ] [ 51 ] |
| Язон            | 24    | н/д     | 36,3 x 9,8  | 4,6    | н/у  | н/д     | Севастопольское адмиралтейство                                                         | А. И. Мелихов                                                                          | 1815 год       | 1831 год | С 1817 по 1827 год выходил в практические плавания в Чёрное море, при этом в 1824 году проводил съемку берегов. Принимал участие в русско-турецкой войне 1828—1829 годов, в том числе в блокаде Анапы, конвоировании транспортов, крейсерских плаваниях, перевозке больных и снарядов. В 1829 году стоял в Севастополе, а в 1830 году совершал плавания между Севастополем и Очаковым. | [ 47 ] [ 50 ] [ 52 ] |
| Ольга           | 24    | н/д     | 39 x 10,7   | 5,3    | н/у  | н/д     | Захвачен у крепости Месемврия.                                                         | Захвачен у крепости Месемврия.                                                         | 1829 год       | н/д      | С 1830 по 1832 год совершал плавания в Чёрном море. В 1833 году переоборудован в транспорт и получил новое имя «Ахиолло». | [ 50 ] [ 53 ] [ 54 ] |
| Сизополь        | 24    | н/д     | 40,5 x 10,7 | 4,6    | н/у  | 190     | Николаевское адмиралтейство                                                            | И. Я. Осминин                                                                          | 1830 год       | 1845 год | В 1832, 1834, 1837 и 1838 годах выходил в крейсерские плавания к берегам Абхазии. В 1833 году принимал участие в экспедиции Черноморского Флота на Босфор. В 1835 и 1836 годах находился в Архипелаге в распоряжении русского посланника в Греции. В 1838 году был перечислен в ластовые суда, а в 1845 году разобран. | [ 14 ] [ 47 ] [ 50 ] |
| Пендераклия     | 24    | н/д     | 40,5 x 10,7 | 4,6    | н/у  | 190     | Николаевское адмиралтейство                                                            | И. Я. Осминин                                                                          | 1831 год       | 1844 год | В 1833 году принимал участие в экспедиции Черноморского Флота на Босфор. В 1834 и 1835 годах находился в Константинополе в распоряжении русского посланника в Турции, совершал плавания в Афины и Смирну. В 1836 в составе отряда действовал у берегов Кавказа. В 1837 году находился в Афинах в распоряжении русского посланника в Греции. С 1838 по 1841 годы вновь принимал участия в операциях вдоль Кавказского побережья. | [ 14 ] [ 47 ] [ 50 ] |
| Месемврия       | 24    | н/д     | 40,5 x 10,7 | 4,6    | н/у  | 190     | Севастопольское адмиралтейство                                                         | А. П. Прокофьев                                                                        | 1832 год       | 1835 год | С 1833 по 1837 год действовал у берегов Кавказа в составе Геленджикского отряда судов. В 1838 году в составе Сухумской эскадры контр-адмирала Ф. Г. Артюкова действовал у Абхазского берега. 13 (25) апреля 1838 года принимал участие в высадке десанта в устье реки Сочи, совместно с фрегатом «Варна» прикрывал строительство форта Александрия. В ночь С 30 мая (11 июня) по 31 мая (12 июня) во время стоянки на рейде в устье реки Сочи корабли попали в сильный шторм и были выброшены на берег. | [ 47 ] [ 50 ] [ 55 ] |
| Ифигения        | 20/22 | н/д     | 36,8 x 10   | 4,5    | н/у  | 180     | Николаевское адмиралтейство                                                            | В. Г. Апостоли                                                                         | 1834 год       | 1848 год | В 1835 и 1839 годах находился в распоряжении русского посланника в Греции. При этом в 1835 году в Пирее выиграл гонку у английского фрегата «Портленд», на которую был вызван его капитаном, а в 1839 году совершал плавание в Ливорно. С 1836 по 1838 год, а также с 1840 по 1847 год принимал участие в операциях флота у берегов Кавказа. С июня по август 1842 года с кадетами на борту находился в практическом плавании в Чёрном море. В 1848 году отчислен к порту. | [ 47 ] [ 50 ] [ 56 ] |
| Орест           | 18/21 | н/д     | 34,6 x 9,3  | 4,1    | н/у  | 180     | Николаевское адмиралтейство                                                            | А. С. Акимов                                                                           | 1836 год       | 1854 год | В 1837, 1843, 1844 и 1847 годах выходил в практические плавания в Чёрное море. В 1838 году находился в распоряжении русского посланника в Греции. С 1839 по 1841 и с 1848 по 1853 годы принимал участие в операциях флота у берегов Кавказа. Принимал участие Крымской войне, с 1854 года входил в состав эскадры защиты Севастопольского рейда, затоплен на рейде. | [ 47 ] [ 50 ] [ 56 ] |
| Пилад           | 20    | н/д     | 39,3 x 10,9 | 5      | н/у  | н/д     | Николаевское адмиралтейство                                                            | И. В. Машкин                                                                           | 1840 год       | 1854 год | В 1841, 1842, 1850 и 1851 годах находился в распоряжении русского посланника в Греции в. C 1843 по 1849, в 1852 и 1853 годах по два-три месяца в году выходил в практические плавания в Чёрное море и в принимал участие в операциях флота у берегов Кавказа. 13 (25) января 1848 года был застигнут в сильной борой в Новороссийской бухте, сорван с якорей и выброшен на берег, две недели спустя снят с берега и отправлен на ремонт в Севастополь. Принимал участие в Крымской войне, в том числе в бомбардировке захваченного турецкими войсками укрепления Святого Николая. 14 (26) декабря 1854 года затоплен на Севастопольском рейде. | [ 47 ] [ 56 ] [ 57 ] |
| Андромаха       | 18    | н/д     | 37,5 x 11,4 | 4,5    | н/у  | 190     | Николаевское адмиралтейство                                                            | И. В. Машкин                                                                           | 1841 год       | 1855 год | В 1842 и 1843 годах находился в распоряжение русского посольства в Греции. В 1844 году принимал участие в действиях флота у берегов Кавказа. В июне и июле 1845 года выходил в практическое плавание в Чёрное море, после чего ушёл в Средиземное море. С декабря 1845 года принимал участие в заграничном плавании, проходившем с целью получения морской практики генерал-адмиралом великим князем Константином Николаевичем. Осенью 1846 года вернулся в Севастополь. В 1847 году выходил к Кавказскому побережью, а в 1848 и 1849 годах находился в заграничном плавании в Греции. В 1850 и 1851 годах вновь выходил к берегам Кавказа и принимал участие в практических практических плаваниях в Чёрном море. В июле 1853 года выходил в крейсерское плавание к мысу Херсонес и принимал участие в перевозке войск из Севастополя в Сухум-Кале. Принимал участие в Крымской войне, в том числе в бомбардировке укрепления Святого Николая, занятого турецкими войсками. 27 августа (8 сентября) 1855 года затоплен на Севастопольском рейде при оставлении города гарнизоном. | [ 47 ] [ 58 ] [ 59 ] |
| Калипсо         | 18    | н/д     | 37,5 x 11,4 | 4,5    | н/у  | 190     | Николаевское адмиралтейство                                                            | И. В. Машкин                                                                           | 1845 год       | 1855 год | В 1846—1848, 1851 и 1852 годах выходил к берегам Кавказа и принимал участие в практических практических плаваниях в Чёрном море. C 1849 по 1850 год находился в распоряжение русского посольства в Грецию. В 1853 году выходил в крейсерское плавание к берегам Кавказа и принимал участие в перевозке войск из Севастополя в Сухум-Кале. Принимал участие в Крымской войне, в том числе 26 октября (7 ноября) 1853 года доставил предписание адмирала князя А. С. Меншикова «брать и разрушать турецкие военные суда» в расположение эскадры вице-адмирала П. С. Нахимова. До декабря 1853 года нёс брандвахтенную службу в Одессе, а с марта 1854 года входил в состав эскадры защиты Севастопольского рейда. 27 августа (8 сентября) 1855 года затоплен на Севастопольском рейде при оставлении города гарнизоном. | [ 47 ] [ 58 ] [ 60 ] |
| Арианда         | 20/25 | н/д     | 38,1 x 10,6 | н/д    | н/у  | н/д     | Севастопольское адмиралтейство                                                         | Рожнов                                                                                 | 1851 год       | 1854 год | В июле 1852 года был направлен в Грецию в распоряжение русского посланника. В начале Крымской войны не смог вернуться в Россию и поэтому в 1854 году в Триесте был продан греческому правительству. | [ 36 ] [ 47 ] [ 58 ] |
| Буйвол          | 9/11  | 885     | 49,8 x 9,7  | 4,26   | 200  | н/д     | Охтенская верфь                                                                        | Карповский                                                                             | 1856 год       | 1869 год | В 1857—1858 годах перешли из Кронштадта в Николаев и вошли в состав Черноморского флота. Несли службу в качестве корветов «11-пушечного ранга» и составляли основу крейсерских сил русского флота в Чёрном море. 25 января (6 февраля) 1869 года проданы на слом. | [ 40 ] [ 61 ]        |
| Вепрь           | 8/11  | 885     | 49,8 x 9,7  | 4,26   | 200  | н/д     | Охтенская верфь                                                                        | Карповский                                                                             | 1856 год       | 1869 год | В 1857—1858 годах перешли из Кронштадта в Николаев и вошли в состав Черноморского флота. Несли службу в качестве корветов «11-пушечного ранга» и составляли основу крейсерских сил русского флота в Чёрном море. 25 января (6 февраля) 1869 года проданы на слом. | [ 40 ] [ 61 ]        |
| Волк            | 9/11  | 885     | 49,8 x 9,7  | 4,26   | 200  | н/д     | Охтенская верфь                                                                        | Карповский                                                                             | 1856 год       | 1869 год | В 1857—1858 годах перешли из Кронштадта в Николаев и вошли в состав Черноморского флота. Несли службу в качестве корветов «11-пушечного ранга» и составляли основу крейсерских сил русского флота в Чёрном море. 25 января (6 февраля) 1869 года проданы на слом. | [ 40 ] [ 61 ]        |
| Зубр            | 9/11  | 885     | 49,8 x 9,7  | 4,26   | 200  | н/д     | Охтенская верфь                                                                        | Карповский                                                                             | 1856 год       | 1869 год | В 1857—1858 годах перешли из Кронштадта в Николаев и вошли в состав Черноморского флота. Несли службу в качестве корветов «11-пушечного ранга» и составляли основу крейсерских сил русского флота в Чёрном море. 25 января (6 февраля) 1869 года проданы на слом. | [ 40 ] [ 61 ]        |
| Рысь            | 9/11  | 885     | 49,8 x 9,7  | 4,26   | 200  | н/д     | Охтенская верфь                                                                        | Карповский                                                                             | 1856 год       | 1869 год | В 1857—1858 годах перешли из Кронштадта в Николаев и вошли в состав Черноморского флота. Несли службу в качестве корветов «11-пушечного ранга» и составляли основу крейсерских сил русского флота в Чёрном море. 25 января (6 февраля) 1869 года проданы на слом. | [ 40 ] [ 61 ]        |
| Удав            | 9/11  | 885     | 49,8 x 9,7  | 4,26   | 200  | н/д     | Охтенская верфь                                                                        | Карповский                                                                             | 1856 год       | 1869 год | В 1857—1858 годах перешли из Кронштадта в Николаев и вошли в состав Черноморского флота. Несли службу в качестве корветов «11-пушечного ранга» и составляли основу крейсерских сил русского флота в Чёрном море. 25 января (6 февраля) 1869 года проданы на слом. | [ 47 ] [ 61 ]        |
| Воин            | н/д   | 1820    | 59,4 x 11,2 | 5,3    | 250  | н/д     | Николаевское адмиралтейство                                                            | н/д                                                                                    | 1857 год       | 1894 год | Нёс службу в качестве транспортного судна, корвета и учебно-артиллерийского корабля. 19 (31) января 1894 года продан на слом. | [ 62 ]               |
| Ястреб          | 8/10  | 1016    | 50 x 9,9    | 4,4    | 220  | н/д     | Николаевское адмиралтейство                                                            | А. С. Акимов                                                                           | 1860 год       | 1876 год | Нёс службу в качестве корвета на Чёрном море. 27 марта (8 апреля) 1876 года выведен из боевого состава флота и сдан к порту для разоружения, демонтажа и реализации. | [ 41 ] [ 47 ]        |
| Кречет          | 9/10  | 1016    | 50 x 9,9    | 4,4    | 220  | н/д     | Николаевское адмиралтейство                                                            | А. С. Акимов                                                                           | 1860 год       | 1871 год | Использовался для борьбы с поставками оружия горцам и уничтожением судов контрабандистов на Чёрном море, неоднократно выходил в крейсерства к берегам Кавказа. 24 июня (6 июля) 1871 года исключен из списков судов флота и сдан Николаевскому порту. | [ 41 ] [ 47 ]        |
| Память Меркурия | 11    | 850/885 | 50 x 9,8    | 4      | 382  | 162/175 | Николаевское адмиралтейство                                                            | Трофимов                                                                               | 1865 год       | 1883 год | До 1871 года корвет использовался в основном для борьбы с контрабандой и поставками оружия горцам, неоднократно выходил в длительные крейсерства к берегам Кавказа. В 1871 году корвет подвергся перевооружению, а в 1874 году — капитальному ремонту механизмов. Во время русско-турецкой войны 1877—1878 годов использовался в качестве учебно-артиллерийского судна в Николаеве. С октября 1878 года находился в составе Дунайской флотилии, с марта 1879 года — в составе Практического отряда в Николаеве. 9 (21) апреля 1883 года корвет исключен из списков судов флота и переоборудован блокшив. | [ 41 ] [ 63 ] [ 64 ] |
| Львица          | 9     | 795/885 | 49,8 x 9,4  | 4      | 411  | 175     | Николаевское адмиралтейство                                                            | Александров                                                                            | 1865—1866 годы | 1893 год | Нёс службу в качестве корвета на Чёрном море. 31 июля (12 августа) 1893 года исключен из списков судов флота и переоборудован в блокшив. | [ 65 ]               |

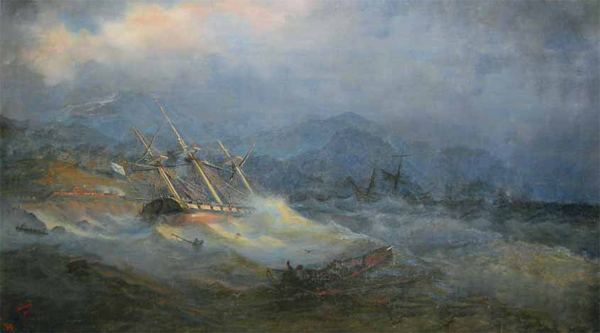
«Крушение русской эскадры на Абхазском берегу у реки Соча 30 мая 1838 года». Картина Каменева
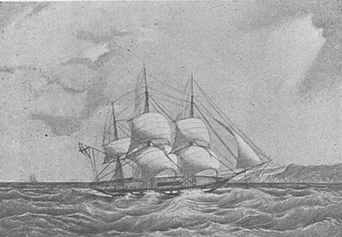
«Корвет „Калипсо“ у мыса Матапана». Рисунок В. А. Прохорова
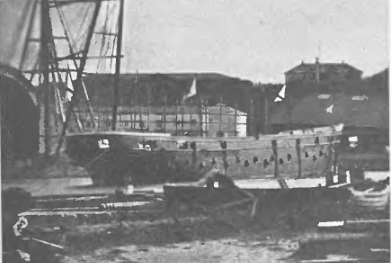
Корвет «Львица» на стапеле Николаевского казенного завода
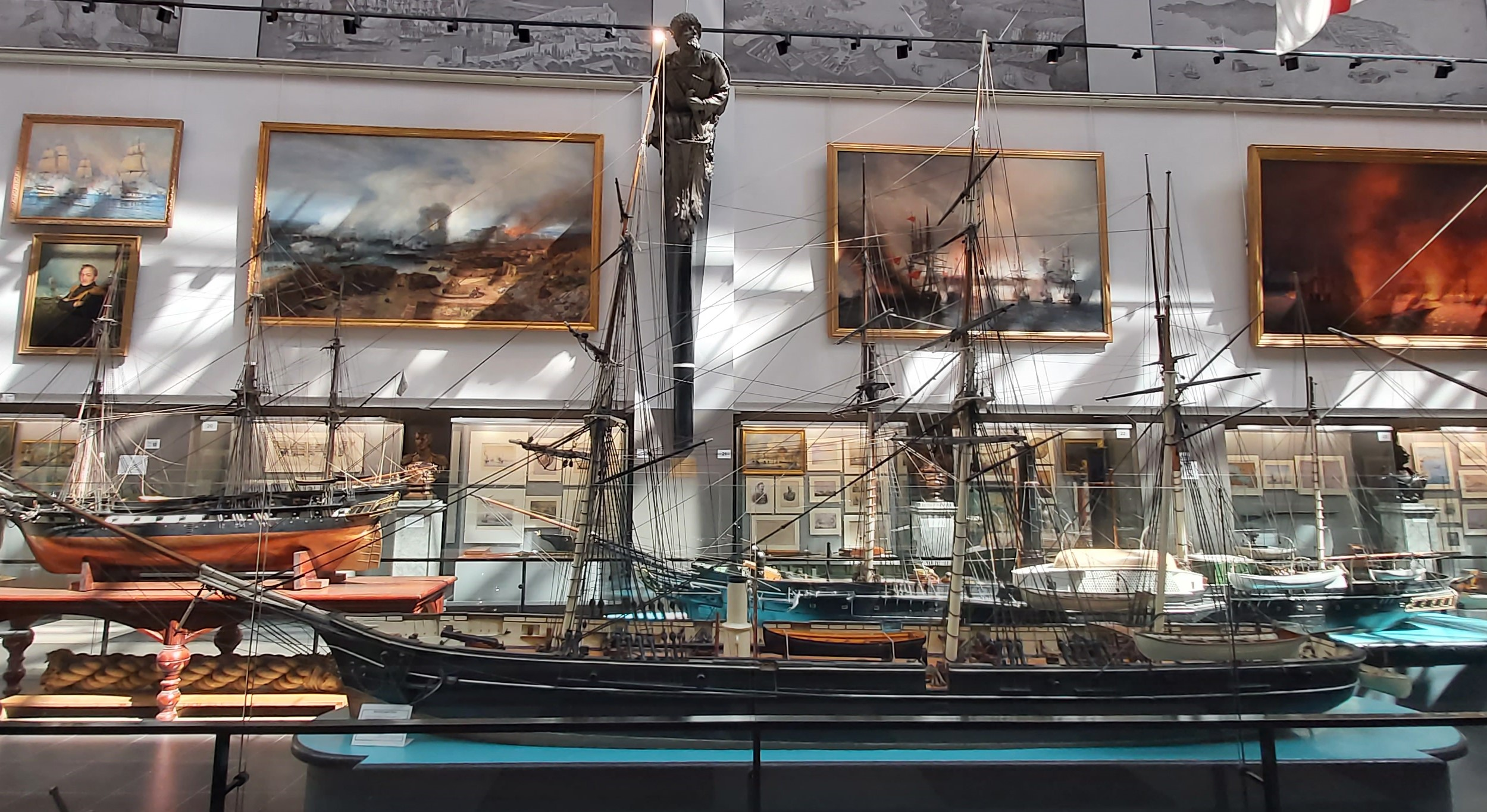
Модель корвета «Рысь» из коллекции ЦВММ

## Корветы Каспийской флотилии
В разделе приведены все Корветы, входившие в состав Каспийской флотилии России. В составе флотилии с 1807 по 1831 год несли службу всего четыре парусных корвета, строившихся по одному проекту — тип «Казань».
| Название | Ор.   | Размер     | Осадка | Маш. | Верфь                    | Мастер         | Вх.      | Вых.     | История службы | Прим.                       |
| -------- | ----- | ---------- | ------ | ---- | ------------------------ | -------------- | -------- | -------- | --- | --------------------------- |
| Казань   | 16    | 33,6 x 9,5 | 3,8    | н/у  | Казанское адмиралтейство | Е. И. Кошкин   | 1807 год | 1818 год | Принимал участие русско-персидской войне 1804—1813 годов. С 1808 по 1813 год выходил в крейсерские плавания к каспийским берегам Персии. Разобран в Астрахани. | [ 66 ] [ 67 ] [ 68 ]        |
| Арианда  | 16    | 33,6 x 9,5 | 3,8    | н/у  | Казанское адмиралтейство | А. П. Антипьев | 1808 год | 1819 год | Принимал участие русско-персидской войне 1804—1813 годов. С 1809 по 1812 год выходил в крейсерские плавания к каспийским берегам Персии, в конце 1812 — начале 1813 года принимал участие в бомбардировке крепости Ленкорань. С 1814 по 1819 год выходил в практические плавания в Каспийское море. Разбился у берегов Персии в 1819 году. | [ 67 ] [ 68 ] [ 69 ]        |
| Казань   | 16/18 | 33,6 x 9,5 | 3,8    | н/у  | Казанское адмиралтейство | А. П. Антипьев | 1816 год | 1827 год | В 1818 году выходил в практическое плавание в Каспийское море. С 1819 по 1821 год принимал участие в военно-исследовательской экспедиции Н. Н. Муравьёва-Карсского к туркменскому берегу Каспийского моря. С 1822 по 1826 год вновь выходил в практические плавания в Каспийское море. Разобран в Астрахани.                               | [ 67 ] [ 68 ] [ 69 ] [ 70 ] |
| Геркулес | 16    | 33,6 x 9,5 | 3,8    | н/у  | Казанское адмиралтейство | С. О. Бурачёк  | 1820 год | 1831 год | С 1821 по 1824 год выходил в практические плавания в Каспийское море. В 1825 году принимал участие в экспедициях профессора Э. И. Эйхвальда, после чего был задействован для перевозки войск из Астрахани в Баку. Во время русско-персидской войны 1826—1828 годов стоял в Астрахани. Разобран в Астрахани.                                | [ 67 ] [ 68 ] [ 69 ]        |

## Пароходо-корвет Сибирской флотилии
В разделе приведён пароходо-корвет, входивший в состав Сибирской флотилии России.
| Название | Ор. | Вод. | Размер     | Осадка | Маш. | Верфь                     | Вх.      | Вых.     | История службы | Прим.                |
| -------- | --- | ---- | ---------- | ------ | ---- | ------------------------- | -------- | -------- | --- | -------------------- |
| Америка  | 8   | 554  | 50,3 x 8,6 | 3,8    | 150  | Судоверфь Уэбба, Нью-Йорк | 1857 год | 1883 год | В 1858 году входил в состав эскадры генерал-губернатора Н. Н. Муравьёва-Амурского. На судне были открыты залив Америка, бухта Находка, большое количество заливов и бухт акватории залива Петра Великого. | [ 71 ] [ 72 ] [ 73 ] |

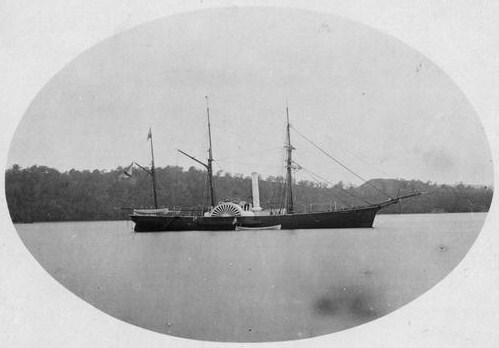
Корвет «Америка»

### Комментарии
1. ↑  Заложена и спущена как кайка «Ловкая», в 1797 году кайка переоборудована в корвет.
2. 1 2 3  Корветы «Флора», «Мельпомена» и «Помона» строились по одному проекту, тип «Флора».
3. 1 2 3  18-фунтовые карронады.
4. ↑  Бывший египетский корвет «Нессабиз Сабах» («Восточная Звезда»), взятый в плен и включённый в состав Балтийского флота России. В русском флоте был назван в честь победы в Наваринском сражении.
5. ↑  Шестнадцать 18-фунтовых карронад и четыре 12-фунтовых пушки.
6. ↑  По одним данным был разобран в 1854 году, по другим затоплен в 1855 году к северу от острова Котлин для заграждения Северного фарватера.
7. ↑  Был назван в честь генерал-фельдмаршала И. Ф. Паскевича, командовавшего русскими войсками во время подавления польского восстания и получившего титул светлейшего князя Варшавского.
8. ↑  По состоянию на 1862 год вооружение судна состояло из десяти 36-фунтовых пушек № 3 и одной 36-фунтовой пушки № 1, на 1866 год — из одиннадцати 60-фунтовых пушек № 2, на 1873—1879 годы — три 5,9-дюймовых пушки и четыре 4-фунтовые карронады, на 1880 год — одна 6-дюймовая пушка образца 1867 года и четыре 9-фунтовых пушки образца 1867 года.
9. ↑  Десять 36-фунтовых пушек № 3 и одна 36-фунтовая пушка № 1.
10. ↑  Первоначальное вооружение состояло из десяти 36-фунтовых пушек № 3 и одной 36-фунтовой пушки № 1, с 1866 года — шесть 36-фунтовых пушек № 1.
11. ↑  Первоначальное вооружение состояло из десяти 36-фунтовых пушек № 3 и одной 36-фунтовой пушки № 1, на 1880 год вооружение состояло из одной 36-фунтовой пушки № 1 и десяти 1/4-пудовых «единорогов».
12. ↑  Первоначальное вооружение состояло из десяти 36-фунтовых пушек № 3 и одной 36-фунтовой пушки № 1, на 1866 год — одиннадцать 60-фунтовых пушек № 2, до 1875 года — одна 60-фунтовая пушка № 2 и четыре 8-фунтовых пушки, на 1876 год четыре 8-фунтовых пушки и одна 4-фунтовая нарезная пушка.
13. ↑  Первоначальное вооружение состояло из десяти 36-фунтовых пушек № 3 и одной 36-фунтовой пушки № 1, на 1862 год — десять 24-фунтовых пушко-карронад и одна 36-фунтовая пушка № 1,
на 1866 год — одиннадцать 60-фунтовых пушек № 2.
14. ↑  Первоначальное вооружение состояло из десяти 36-фунтовых пушек № 3 и одной 36-фунтовой пушки № 1, на 1868 год — одна 60-фунтовая пушка № 1, две 36-фунтовые пушки № 2 и шесть 36-фунтовых пушек № 3.
15. ↑  Первоначальное вооружение состояло из шестнадцати 24-фунтовых пушек, на 1873 год — четыре 6-дюймовые пушки образца 1867 года и четыре 9-фунтовые нарезные пушки образца 1867 года, на 1880 год — четыре 6-дюймовые пушки, четыре 9-фунтовые пушки образца 1877 года и одна 4-фунтовая нарезная пушка.
16. ↑  На 1862 год вооружение состояло из одной 60-фунтовой пушки № 1 и десяти 36-фунтовых пушек № 2, однако к 1866 году две 36-фунтовые пушки были сняты.
17. ↑  Первоначальное вооружение состояло из одной 60-фунтовой пушки № 1 и шестнадцати 60-фунтовых пушек № 2, на 1871 год — из восьми 5,9-дюймовых нарезных и четырёх 4-фунтовых нарезных пушек.
18. ↑  27 июля (8 августа) 1882 года переименован в «Скобелев» в честь скончавшегося в этом году генерала М. Д. Скобелева.
19. ↑  На начало 1860-х годов вооружение состояло их одной 60-фунтовой пушки № 1 и шестнадцати 60-фунтовых пушек № 2, в 1870 году были установлены нарезные орудия, из них пять 6-дюймовых пушек образца 1867 года, четыре 9-фунтовых пушки образца 1867 года и 3 скорострельные пушки.
20. ↑  Первоначальное вооружение состояло из одной 60-фунтовой пушки № 1 и шестнадцати 60-фунтовых пушек № 2, в 1870 году были установлены нарезные орудия, из них пять 6-дюймовых и четыре 4-фунтовых, на 1880 год вооружение составили одна 5,9-дюймовая нарезная пушка, десять 9-фунтовых нарезных пушек, две 4-фунтовые медные пушки и одна пушка Энгстрема, на 1883 год — восемь 9-фунтовых пушек образца 1877 года, две 4-фунтовые медные пушки и две пушки Энгстрема.
21. ↑  Первоначальное вооружение состояло из одной 60-фунтовой пушки № 1 и шестнадцати 60-фунтовых пушек № 2, на 1870 год — из пяти 6-дюймовых пушек образца 1867 года и четырёх 4-фунтовых нарезных пушек, на 1876 год — из восьми 6-дюймовых и четырёх 9-фунтовых пушек.
22. 1 2  Корветы «Витязь» и «Рында» строились по одному проекту, тип «Витязь».
23. ↑  Первоначальное вооружение состояло из десяти 6/28-дюймовых пушек, четырёх 4-фунтовых пушек образца 1867 года и десяти 47/5-миллиметровых пушек.
24. ↑  Индикаторных л. с.
25. ↑  C 8 (21) мая 1917 года «Освободитель».
26. ↑  Первоначальное вооружение состояло из десяти 6/28-дюймовых пушек, четырёх 4-фунтовых пушек образца 1867 года и десяти 47/5-миллиметровых пушек, на 1900 год — из четырёх 6/28-дюймовых пушек, двух 75/50-миллиметровых пушек, двух 4-фунтовых пушек образца 1877 года, двух 47/1-дюймовых пушек, шести 37/5-дюймовых и одной 2,5-дюймовой пушки Барановского, также на судне был установлен 1 носовой 38-сантиметровый торпедный аппарат, на 1913 год — из четырёх 75/50-миллиметровых пушек и четырёх 47/1 пушек.
27. ↑  С 1882 года «Скобелев».
28. ↑  До 1882 года «Витязь».
29. ↑  Переоборудован из транспорта, приобретённого в 1804 году в Херсоне.
30. ↑  До 1846 года «Менелай».
31. 1 2  Корветы «Пилад» и «Менелай» строились по одному проекту, тип «Пилад».
32. 1 2  24-фунтовые карронады.
33. ↑  Первоначальное вооружение корвета состояло из одной 60-фунтовой пушки № 1 и десяти 36-фунтовых пушек № 3, в 1873—1882 годах — из двух 6,3-дюймовых пушек образца 1867 года, пяти или шести 9-фунтовых нарезных пушек и двух 3-фунтовых медных пушек образца 1867 года.
34. 1 2  Заложен и спущен как одноимённый транспорт, в 1805 году переоборудован в корвет.
35. ↑  Переоборудован в портовое судно.
36. ↑  Указана длина судна.
37. ↑  Назван в честь Шагин-Гирея, последнего крымского хана, отрекшегося от престола в 1783 году, после чего Крымское ханство было присоединено к России.
38. ↑  Переоборудован в портовое судно.
39. ↑  Назван в честь дочери императора Николая I, великой княжны Ольги Николаевны, поскольку был захвачен у турок в день Равноапостольной княгини Ольги, позже был переименован в «Месемврия».
40. 1 2 3  Корветы «Сизополь», «Пендераклия» и «Мессемврия» строились по одному проекту, тип «Сизополь». Названия корветы получили в честь взятия турецких крепостей Сизополь и Мессемврия, а также уничтожения русским флотом отряда судов у города Пендераклия.
41. ↑  Восемнадцать 8-фунтовых чугунных пушек, одна 8-фунтовая карронада, одна 3-фунтовая медная пушка и один 3-фунтовый медный фальконет.
42. ↑  После войны при расчистке Севастопольской бухты 14 марта 1859 года был поднят и подарен Херсонской обители.
43. 1 2  Корветы «Андромаха» и «Калипсо» строились по одному проекту, тип «Андромаха».
44. ↑  24-фунтовые пушки.
45. ↑  11 (23) марта 1859 года при расчистке Севастопольской бухты был поднят и продан.
46. 1 2  Или «Ариадна».
47. ↑  Две 24-фунтовых пушки, восемнадцать 24-фунтовых пушко-карронад, одна 8-фунтовая карронада, четыре 3-фунтовых медных фальконета.
48. 1 2  Одна 36-фунтовая пушка и десять 36-фунтовых пушко-карронад.
49. ↑  Первоначальное вооружение состояло из одной 36-фунтовой пушки и десяти 36-фунтовых пушко-карронад, на момент 1868 года на судне оставались восемь 36-фунтовых пушко-карронад.
50. ↑  Первоначальное вооружение судна состояло из девяти 36-фунтовых пушек № 1 и одной 8-фунтовой карронады, в 1863 году вооружение сократилось до девяти 36-фунтовых пушек № 1, а к 1871 году они были заменены на восемь 36-фунтовых пушек № 2.
51. ↑  Девять 36-фунтовых пушек № 1 и одна 8-фунтовая карронада.
52. ↑  Данные о первоначальном вооружении корвета разнятся, по сведениям из одних источников оно состояло из девяти 36-фунтовых пушек № 1 и одного 1/4-пудового и одного 10-фунтового «единорогов», по другим из одной 36-фунтовой пушки № 1, восьми 36-фунтовых пушко-карронад и двух 10-фунтовых «единорогов». В 1871 году вооружение было заменено на два 6-дюймовых орудия на поворотных платформах и шесть 9-фунтовых орудий образца 1867 года, а к 1875 году на судно дополнительно установили ещё 6-дюймовую пушку. В 1877 году на корвет были вновь установлены гладкоствольные орудия: четыре 36-фунтовые, одна 4-фунтовая и одна 3-фунтовая пушки.
53. ↑  Первоначальное вооружение судна состояло из одной 36-фунтовой пушки № 1, восьми 36-фунтовых пушко-карронад и двух 10-фунтовых «единорогов», на 1873 год — из двух 6-дюймовых пушек образца 1867 года и шести 9-фунтовых пушек образца 1867 год, на 1875 год — из трёх 6-дюймовых и четырёх 9-фунтовых пушек.
54. ↑  Указана ширина между перпендикулярами, включая обшивку.